# Luis Merlo de la Fuente
Luis Merlo de la Fuente (* um 1560 in Valdepeñas (Ciudad Real), Kastilien, Spanien; † nach 1620) war ein spanischer Jurist, der 1610/1611 vorübergehend als Gouverneur von Chile amtierte.

## Leben

### Karriere als Richter und Revisor
Merlo stammte aus Kastilien. 1584 schloss er das Colegio Mayor der renommierten Universität von Salamanca ab.
1588 ging er in die Neue Welt und wurde Kolonialrichter (Oidor) in Panama und Lima. Dort schloss er am 1. Mai 1590 die Ehe mit Jerónima de Santa Cruz.
Der Vizekönig von Peru, García Hurtado de Mendoza, entsandte ihn Ende 1592 nach Santiago de Chile, um den juicio de residencia für den Gouverneur Alonso de Sotomayor y Valmediano vorzunehmen. Diese Überprüfung der Amtsgeschäfte hatte jeder Amtsträger des spanischen Kolonialreiches zu bestehen, bevor er in Ehren in die Heimat zurückkehren durfte. Das Verfahren zog sich über fünfzehn Monate hin. 1602 amtierte er in Puertobello, 1603 in Cartagena.

### Aufbau der Real Audiencia von Chile
König Philipp III. entschied per Erlass vom 23. März 1606, dass die Kolonie Chile wieder eine eigene Real Audiencia erhalten sollte. Bis 1573 hatte eine erste Real Audiencia von Chile ihren Sitz in Concepción.
Merlo sollte als Dekan und Oidor der neuen Audiencia in Santiago fungieren. Die Oidores erreichten Santiago im April 1609. Als Gouverneur Alonso García Ramón im August vom Kriegsschauplatz des Arauco-Kriegs nach Santiago zurückgekehrt war, konnte am 9. September 1609 die Audiencia feierlich ihre Geschäfte aufnehmen.

### Amtszeit als Interimsgouverneur
Als Gouverneur García Ramón in Concepción schwer erkrankte, benannte er am 19. Juli 1610 Merlo zu seinem Nachfolger. Diese Nachricht erhielt Luis Merlo aufgrund der schlechten winterlichen Straßenverhältnisse erst am 15. August, als García bereits zehn Tage tot war.
Obwohl er über keine militärische Ausbildung oder Erfahrung verfügte, machte sich Merlo daran, die spanischen Truppen im Kampf gegen die aufständischen Mapuche zu führen, dabei agierte er mit „Nachdruck und vermied die Überraschungen und Desaster, die andere Gouverneure erleiden mussten.“
Zu Beginn des Jahres 1611 übergab er sein Amt wieder an den vom Vizekönig entsandten Nachfolger Juan Jaraquemada. 1612 ging Merlo zurück nach Lima und schied 1620 aus den königlichen Diensten aus.